# Husie församling (före 2002)
Husie församling var en församling i Lunds stift i Malmö kommun i Skåne län. Församlingen uppgick 2002 i Husie och Södra Sallerups församling.

## Administrativ historik
Församlingen har medeltida ursprung. 
Församlingen var till 1 maj 1920 i pastorat med (Västra) Skrävlinge församling, före 1609 som annexförsamling, därefter som moderförsamling.  Från 1 maj 1920 till 1 maj 1924 utgjorde församlingen ett eget pastorat för att därefter till 1949 vara annexförsamling i pastoratet Södra Sallerup, Bjärshög, Oxie och Husie. Från 1949 till 1962 ett eget pastorat för att därefter till 2002 vara moderförsamling i pastoratet Husie och Södra Sallerup. Församlingen uppgick 2002 i Husie och Södra Sallerups församling.

## Organister
| Verksam | Namn                | Levnadstid | Övrigt |
| ------- | ------------------- | ---------- | ------ |
| 1949–   | Helga Maria Nilsson | 1898–      | [ 3 ]  |

## Kyrkor
- Husie kyrka